# Albert Odyssey
Albert Odyssey (アルバートオデッセイ Arubaato Odessee?) es un videojuego de rol táctico desarrollado y publicado por Sunsoft para Super Famicom en Japón en marzo de 1993. El juego combina elementos de los videojuegos de rol con los de estrategia. Es el primer juego en la serie Albert Odyssey, y fue seguido por 2 secuelas, Albert Odyssey 2: Jashin no Taidou, en 1994 y  Albert Odyssey: Legend of Eldean en 1996. El 12 de junio de 1996, Albert Odyssey se puede descargar en el Satellaview, accesorio de Super NES, como BS Albert Odyssey (BSアルバートオデッセイ BS Arubaato Odessee?), y el 1998, la entrega original también estuvo en el mismo accesorio. 
Los jugadores asumen el papel de Albert, el héroe epónimo y joven espadachín que vive en un mundo de fantasía lleno de monstruos y criaturas míticas. Si bien gran parte del mundo se mantiene en relativa paz después de una gran guerra muchos años antes del comienzo del juego, una facción militar encabezada por el mago oscuro Globus ha surgido a la conquista de la recién pacificada naciones y ampliar su imperio. Con la ayuda de los amigos de Albert, así como contrató a los mercenarios, el jugador debe viajar por el mundo y, eventualmente, enfrentar Golbus y sus fuerzas para evitar otro conflicto a gran escala.

## Jugabilidad
Cabe mencionar que el mapa entero (y sectores peligrosos) aprovechan al máximo el chip Modo 7, suele ser un mapa extenso y rodeado de enemigos de distinto nivel, y los movimientos, a diferencia de los otros juegos de estrategia, son hexagonales, mientras que los pueblos (y sectores seguros) se pueden mover libremente y pueden grabar la partida en ciertos puntos. Cada personaje tiene un solo ataque y uso de una sola habilidad por turno. Puede optar por una o todas las opciones de ataque posibles o retirar el personaje a un pueblo (o sector seguro) para descansar o recargar objetos. Si un personaje o enemigo cayera su HP a 0, son eliminados y retirados del campo. Si todos los personajes fuesen eliminados, revivirán en el último punto en que el jugador guardó la partida. Albert Odyssey 2 impide que un personaje entrase a una zona segura, siendo el personaje lider el único en hacero, siempre y cuando otro personaje no haya atacado con anterioridad.